# Rapporteur
Een rapporteur is iemand die is aangesteld om ergens verslag over te doen. Het woord is soms synoniem voor verslaggever. De term heeft echter een aantal specifieke toepassingen. Rapporteurs zijn veelal (politieke) zwaargewichten.

## Verenigde Naties
De Verenigde Naties stellen speciale rapporteurs aan om onderzoek te doen naar onderwerp of landen als vermoed wordt dat daar gehandeld wordt in strijd met de mensenrechten. Een rapporteur moet verslag uitbrengen aan de secretaris-generaal aan de Mensenrechtenraad.

### Voorbeelden
- Juan E. Méndez was speciale rapporteur voor marteling en andere wreedheden.
- Agnès Callamard was van 2016 tot 2021 speciaal rapporteur voor buitengerechtelijke, standrechtelijke en willekeurige executies.
- Asma Jahangir was in 2018 speciale rapporteur over de mensenrechten in de Islamitische republiek Iran.[2]
- VN-rapporteurs over culturele minderheden en racisme deden in 2013 onderzoek naar Zwarte Piet.[3] De vier rapporteurs waren Verene Shepherd, Rita Izsák. Mutuma Ruteere en Farida Shaheed.[4]

## Europees Parlement
In het Europees Parlement wordt het woord rapporteur gebruikt om Europarlementariërs aan te duiden die in naam van een bepaalde commissie een rapport opstellen over een bepaald onderwerp. Het doel van de rapportage door de rapporteur is ervoor te zorgen dat het Europees Parlement beter in staat is om een goed debat te voeren over het onderwerp. Zo een onderwerp is eerst door de voorzitter van het parlement doorverwezen naar een commissie.
De rapporteurs worden in hun rol gekozen door andere leden van de commissie. De rapporteur moet het onderwerp analyseren, kan specialisten of andere betrokken personen raadplegen, voert discussies in de commissie waar hij of zij tevens lid van is en doet ten slotte aanbevelingen voor de te volgen (politieke) route. Indien nodig organiseert de rapporteur met ondersteuning door personeel van de Europese Commissie een hoorzitting. De rapporten bevatten voorstellen, resoluties of wetgevende amendementen waar het hele Parlement over moet stemmen. Aldus opgestelde rapportages worden tijdens de plenaire zittingen van het Europees Parlement gepresenteerd aan de andere parlementsleden.
Omdat een rapporteur, net als de andere leden van het Europees Parlement, een politieke kleur heeft, kunnen andere fracties een schaduwrapporteur aanstellen, die het werk van de rapporteur in de gaten houden. Rapporteur en schaduwrapporteurs kunnen samenwerken, om politieke compromissen voor te bereiden, die als amendementen in de rapportage worden opgenomen.

## Nederland
De Tweede Kamer in Nederland kent ook rapporteurs, die aangewezen worden door een Kamercommissie. Een rapporteur dient zo veel mogelijk informatie in te winnen over een bepaald onderwerp en moet de commissie over de bevindingen informeren.
Daarnaast kan een rapporteur aangesteld worden die de regering adviseert over bepaalde onderwerpen.

### Voorbeelden
- In de periode april 2015 tot juli 2016 was Jeroen Recourt rapporteur over de plannen om een Europees Openbaar Ministerie op te richten. Hij was rapporteur uit naam van de commissie Veiligheid en Justitie van de Tweede Kamer.[7]
- Vanuit dezelfde commissie was van maart 2015 tot april 2016 Attje Kuiken rapporteur Slimme Grenzen, een pakket aan wetgeving om het beheer van de Europese buitengrenzen te verbeteren.
- Vanaf eind 2017 is Herman Bolhaar Nationaal Rapporteur Seksueel Geweld tegen Kinderen. Zijn voorgangster was Corinne Dettmeijer.[8]